# Мойзебах
Мойзебах (нім. Meusebach) — громада в Німеччині, розташована в землі Тюрингія. Входить до складу району Заале-Гольцланд. Складова частина об'єднання громад Гюгелланд/Телер.
Площа — 6,2 км2. Населення становить 88 ос. (станом на 31 грудня 2021).

## Галерея

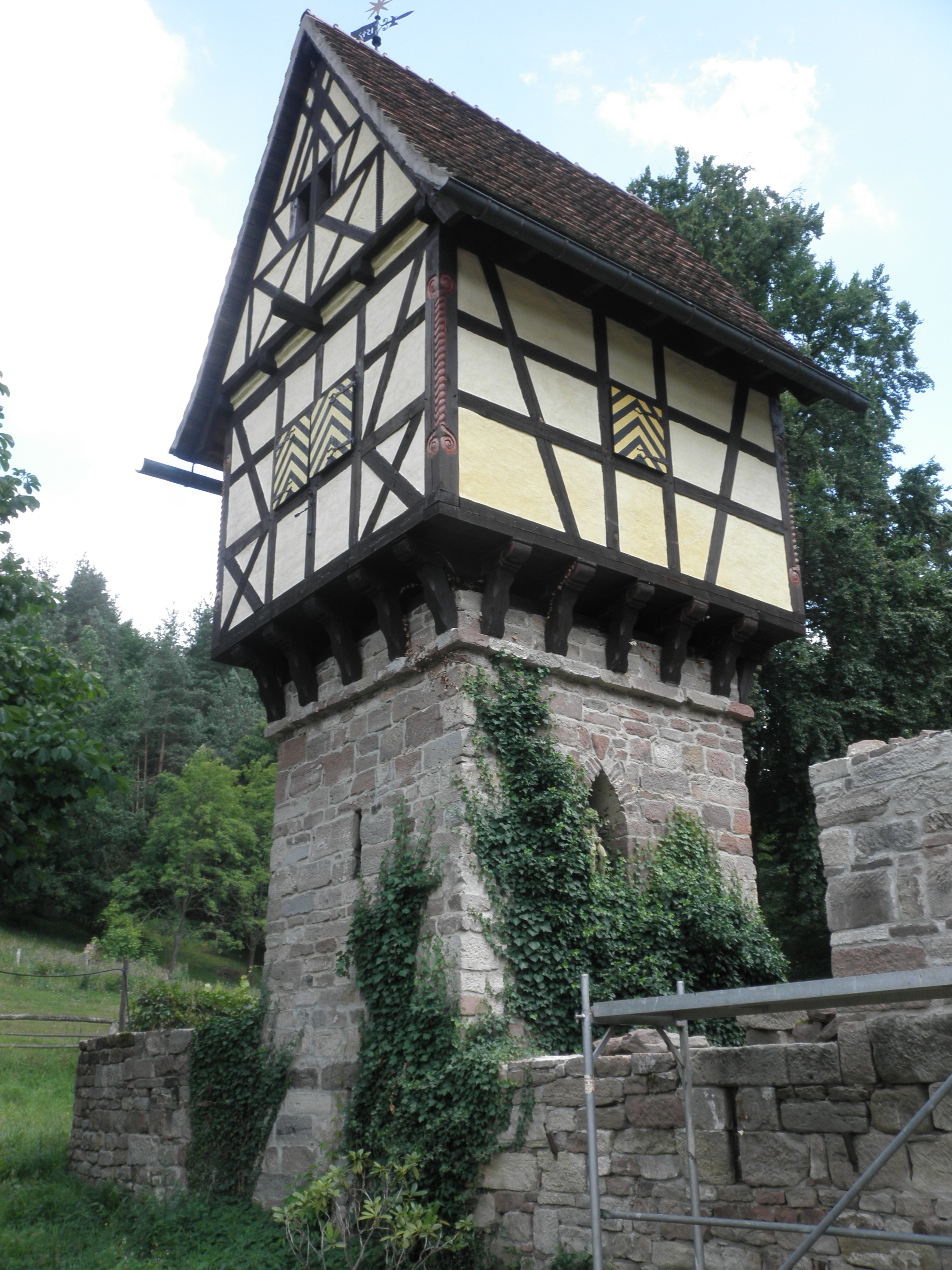